# Парини, Данте
Данте Парино (итал. Dante Parini; 21 ноября 1890 года, Милан, Италия — 11 апреля 1969 года, Льерна, Ломбардия, Италия) — итальянский архитектор и скульптор, художник, политик.

## Биография
Образование получил в Академии Брера, где среди его учителей был Энрико Бутти. Более всего известен как автор надгробных памятников и мемориалов солдат, погибших в Первой мировой войне, в том числе памятника на площади Гран-Парадизо в Милане, установленного в 1924 году, а также в Тарквинии и Индуна-Олоне. Ему принадлежат также многочисленные надгробные памятники на Монументальном кладбище Милана.
Занимался также живописью; на протяжении своей жизни несколько раз участвовал в международных выставках. В 1924 году получил почётное членство в Академии Брера. Был избран первым после окончания Второй мировой войны мэром Брузимпьяно.

## Награды и знаки отличия
- герой войны Медаль «За воинскую доблесть» (Medaglia d’oro al valor militare), 1942.

## Работы
- Монумент на площади Гран-Парадизо (Милан) в память о погибших в Нигуарде (1924);
- Монумент павшим солдатам в Тарквинии (1924).
- Монумент павшим солдатам в Индуно-Олоне (1924).
- Монумент павшим солдатам в Брузимпьяно, скульптура из камня и меди (1924).
- 'Мраморный бюст Бянки Марии Висконти (1941), 53 x 37 x 73 см, куратор работ Лучано Карамель[4].
- Надгробе фамильного склепа семьи Пини-Дефендини на Монументальном кладбище Милана, 1925—1940, 18 x 24.